# Juan Ramírez Mejandre
Juan Ramírez Mejandre (ur. 23 marca 1680 w Bordalba, zm. 15 lipca 1739 w Saragossie) – pochodzący z Aragonii hiszpański rzeźbiarz barokowy.
Kształcił się w pracowni aragońskiego rzeźbiarza Gregorio de Mesa. Był założycielem akademii rysunku (Academia de Dibujo) działającej w Saragossie w latach 1714–1739. Większość jego prac można oglądać w katedrze w Saragossie.
Jego synowie José i Manuel byli rzeźbiarzami, a Juan został malarzem.